# Гамільтон (Міссісіпі)
Гамільтон (англ. Hamilton) — переписна місцевість (CDP) в США, в окрузі Монро штату Міссісіпі. Населення — 404 особи (2020).

## Географія
Гамільтон розташований за координатами 33°44′48″ пн. ш. 88°24′28″ зх. д. / 33.74667° пн. ш. 88.40778° зх. д. (33.746786, -88.407770).  За даними Бюро перепису населення США в 2010 році переписна місцевість мала площу 8,23 км², з яких 8,17 км² — суходіл та 0,06 км² — водойми.

## Демографія
Згідно з переписом 2010 року, у переписній місцевості мешкало 457 осіб у 168 домогосподарствах у складі 128 родин. Густота населення становила 56 осіб/км².  Було 179 помешкань (22/км²).
Расовий склад населення:
| - 93,4 % — білих - 3,9 % — чорних або афроамериканців - 0,2 % — азіатів |

До двох чи більше рас належало 1,5 %. Частка іспаномовних становила 1,1 % від усіх жителів.
За віковим діапазоном населення розподілялося таким чином: 25,8 % — особи молодші 18 років, 61,1 % — особи у віці 18—64 років, 13,1 % — особи у віці 65 років та старші. Медіана віку мешканця становила 38,2 року. На 100 осіб жіночої статі у переписній місцевості припадало 105,9 чоловіків;  на 100 жінок у віці від 18 років та старших — 100,6 чоловіків також старших 18 років.
Середній дохід на одне домашнє господарство  становив 54 044 долари США (медіана — 44 531), а середній дохід на одну сім'ю — 70 142 долари (медіана — 82 917). Медіана доходів становила 50 109 доларів для чоловіків та 35 268 доларів для жінок. За межею бідності перебувало 11,6 % осіб, у тому числі 30,4 % дітей у віці до 18 років та 0,0 % осіб у віці 65 років та старших.
Цивільне працевлаштоване населення становило 185 осіб. Основні галузі зайнятості: освіта, охорона здоров'я та соціальна допомога — 36,8 %, виробництво — 24,3 %, роздрібна торгівля — 6,5 %, будівництво — 5,9 %.